# July Murillo
July Murillo  es el nombre artístico de la compositora Juliana Murillo Caballero (nacida en Madrid el 28 de septiembre de 1947).

## Biografía
Titulada por el Real Conservatorio de Música de Madrid, en las especialidades de Piano Superior, Composición Musical, Guitarra elemental y Musicología (1969), fue becaria de Formación del Profesorado en dicho Conservatorio de 1968 a 1970, bajo la dirección del Catedrático Sr. Moreno Bascuñana en la asignatura de Armonía, y Acompañamiento al Piano, con el Catedrático Sr. Gombau. Opositó y ganó una plaza en Montaje Musical en TVE, ingresando el 1 de septiembre de 1969, como Montadora Musical (=Ambientación Musical ) hasta el 30 de septiembre de 2007, momento en el cual tuvo que abandonar el puesto de trabajo por un ERE, junto a 4150 compañeros más. Durante todo el tiempo comprendido entre 1969-2007, trabajó como ambientadora musical, compositora, letrista, adaptadora de guiones y directora de doblaje. Fue Jefa-Responsable de Ambientación Musical durante 17 años y Asesora-consultora Musical del Departamento de Diseño de TVE. Ha sido becada por la Fundación Pedro Barrié de la Maza, en los Cursos de Composición Musical dictados por el Profesor Ernesto Halffter en Santiago de Compostela (julio-agosto 1975), y becada por el Ministerio de Asuntos Exteriores y Cooperación, en los Cursos de Verano de Festivales de España de Granada, impartidos por el Profesor Sr. M. Querol en la asignatura de Musicología, (julio-agosto 1976).
Es miembro de la Academia de la Música y Gramys Latinos, y de la Academia de TV desde 2011. En la actualidad, continúa su carrera profesional.

## Obra
En su vastísima producción (más de 1700 obras registradas en la SGAE), figuran especialmente músicas para logotipos de Cadena - La 2 para las inmensas minorías - sintonías de programas, canciones de TV, cine, teatro y café teatro, canciones infantiles (letra y música), etc. Así, fue la compositora de las canciones ganadoras del primer premio en el tercer (Adivínalo) y en el quinto Festival de la Canción Infantil de TVE (Chipi chapa chip chip), así como de la canción que obtuvo el segundo premio en el cuarto (La Rueda), así como de otras canciones participantes en dicho Festival (así, Una veloz tortuga, participante en el III festival). Igualmente, ha sido la compositora de las sintonías de los programas infantiles La guagua, Hola chicos, La cometa blanca, Barrio Sésamo, Los mundos de Yupi, Un cesto lleno de libros, No te lo pierdas, etc.
Igualmente, ha publicado cancioneros, artículos, etc.

## Distinciones
Además de los premios citados, ha recibido otros, como el Premio "Matrimonio Luque", de Armonía, del Real Conservatorio de Música de Madrid (1965), el primer premio en el concurso para publicación de obra para órgano, del Real Conservatorio de Música de Madrid (1967), el premio a la música sobre obra de Lope de Vega (Festival de teatro de Almagro, 1972), el primer premio en el festival internacional Zecchino d'Oro de Bolonia (Italia), en 1984 y el primer premio en el festival Alegria do mundo (Portugal, 1986).

## Vida personal
Está casada desde el 15 de febrero de 1982 con José Luis Gallego, y es madre de una hija, Anais, nacida en 1986. En la actualidad, reside en Pozuelo de Alarcón (Madrid)